# Archilejeunea ludoviciana
Archilejeunea ludoviciana là một loài Rêu trong họ Lejeuneaceae. Loài này được (De Not. ex Lehm.) Gradst. & P. Geissler mô tả khoa học đầu tiên năm 1994.